# Tonga (Tuvalu)
Tonga es una localidad de la isla de Nanumanga, Tuvalu. Su población es de 258 habitantes. Esto lo convierte en el séptimo pueblo más poblado de Tuvalu. 